# Ghanaische Badmintonmeisterschaft 1989
Die Ghanaische Badmintonmeisterschaft 1989 fanden Mitte September 1989 in Kumasi statt. Die Endspiele fanden am 16. September 1989 statt.

## Sieger und Finalisten
| Disziplin    | Gold                              | Silber                         |
| ------------ | --------------------------------- | ------------------------------ |
| Herreneinzel | Charles Mensah                    | Ernest Nketia Kyei             |
| Dameneinzel  | Nelly Akainyah                    | Ivy Addai                      |
| Herrendoppel | Boniface Amuzu Ernest Nketia Kyei | Charles Mensah Godwill Ntarmah |
| Damendoppel  | Nelly Akainyah Cynthia Amuzu      | Kate Koranteng Grace Mordeku   |
| Mixed        | Ernest Nketia Kyei Nelly Akainyah | Owusu Agyemang Cynthia Amuzu   |